# Harvey Sorgen
Harvey Sorgen (* 1957) ist ein US-amerikanischer Schlagzeuger und Perkussionist im Bereich der Jazz- und Rockmusik.

## Leben und Wirken
Sorgen begann 1964 Schlagzeug zu spielen und arbeitete dann u. a. zu Beginn seiner Karriere mit Ahmad Jamal, Roswell Rudd, Bill Frisell sowie in den Rockbands NRBQ, Hot Tuna und seiner eigenen Band The Mallards Sorgen spielte ab den 1980er-Jahren u. a. mit Betty MacDonald, Joe Fonda, Dave Douglas, Pete Levin, John Lindberg, Nicole Metzger, Herb Robertson und Mark Whitecage. Mit Michael Jefry Stevens und Steve Rust bildete er seit Mitte der 1990er-Jahre ein Trio. Im Bereich des Jazz war er zwischen 1979 und 2021 an 57 Aufnahmesessions beteiligt, darunter auch mit Ingrid Sertso & Karl Berger (Musica Poetica).

## Diskographische Hinweise
- Sorgen/Rust/Windbiel Trio: Outlet (ESP-Disk), mit Bob Windbiel, Steve Rust
- Harvey Sorgen/Steve Rust/Michael Jefry Stevens Trio: A Scent in Motion (Konnex Records, 1994)
- Sorgen/Rust/Stevens Trio: Novella (Leo Records, 1996)
- Harvey Sorgen/Steve Rust/Michael Jefry Stevens: Decade (Not Two Records, 2003)
- Harvey Sorgen/Herb Robertson/Steve Rust: Rumble Seat (Not Two, 2008)
- Maciej Obara/John Lindberg/Harvey Sorgen: Three (2010)
- Marilyn Crispell & Harvey Sorgen: Forest (2024)